# Мотілья-дель-Паланкар
Мотілья-дель-Паланкар (ісп. Motilla del Palancar) — муніципалітет в Іспанії, у складі автономної спільноти Кастилія-Ла-Манча, у провінції Куенка. Населення — 6195 осіб (2010).
Муніципалітет розташований на відстані близько 190 км на південний схід від Мадрида, 65 км на південний схід від Куенки.

## Демографія
Динаміка населення (INE ):

## Галерея зображень

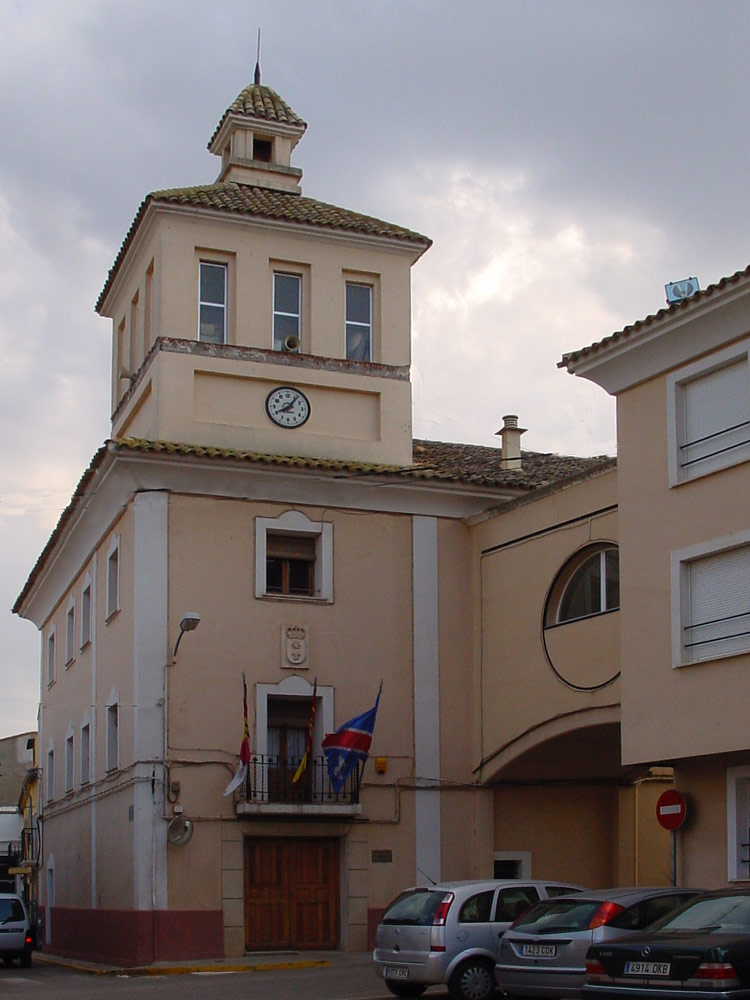
Муніципальна рада